# Tamborrada (San Sebastian)
De tamborrada (voluit: Tamborrada de San Sebastián, Baskisch: Donostiako Danborrada) is een evenement in de Spaanse stad San Sebastián in de autonome gemeenschap Baskenland. Het evenement vindt elk jaar plaats op de naamdag van sint Sebastiaan, de patroonheilige van de stad, 20 januari. Op die dag lopen verschillende groepen tamboers in kostuums door de stad, waarvan de ene helft van elke groep de tromslagen van de andere helft beantwoordt. De groep die voortrommelt is gekleed als 19e-eeuwse soldaten, de groep die antwoordt als koks en dienstmeiden (officieel waterdraagsters). De groepen worden gevormd door verschillende beroepsgroepen, verenigingen of culturele organisaties. Voor de inwoners van de stad is het niet alleen een terugkerend jaarlijks feest, maar ook een gelegenheid om hun stedelijke identiteit uit te kunnen dragen. Op de dag worden er onderscheidingen uitgedeeld aan personen die zich verdienstelijk hebben gemaakt voor de stad en haar inwoners.   

## Geschiedenis

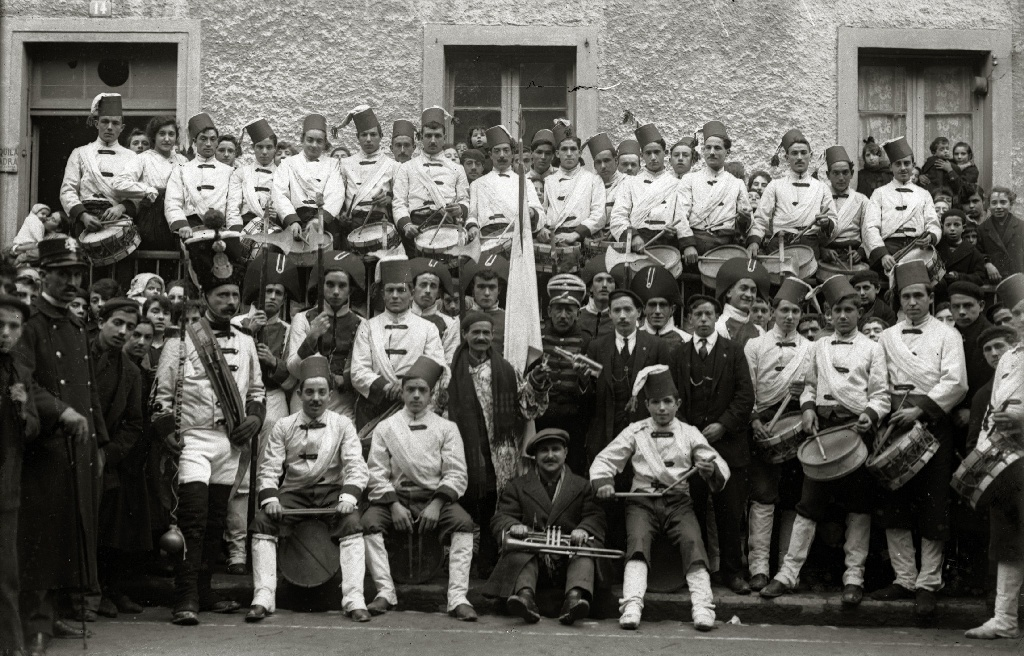
Een tamboergroep in 1917

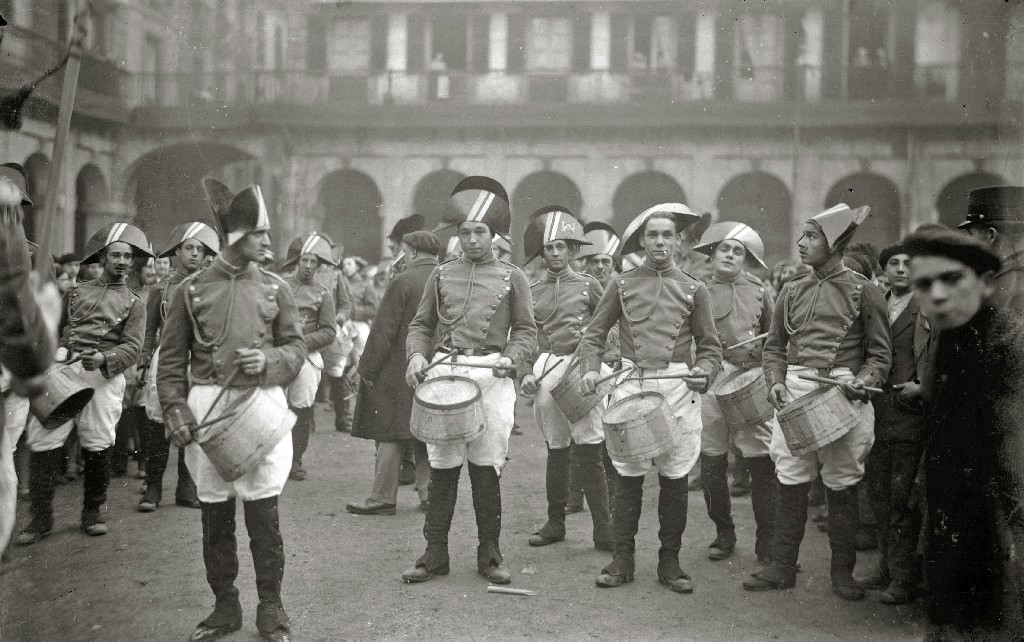
Een tamboergroep in 1928 op Plaza de la Constitución

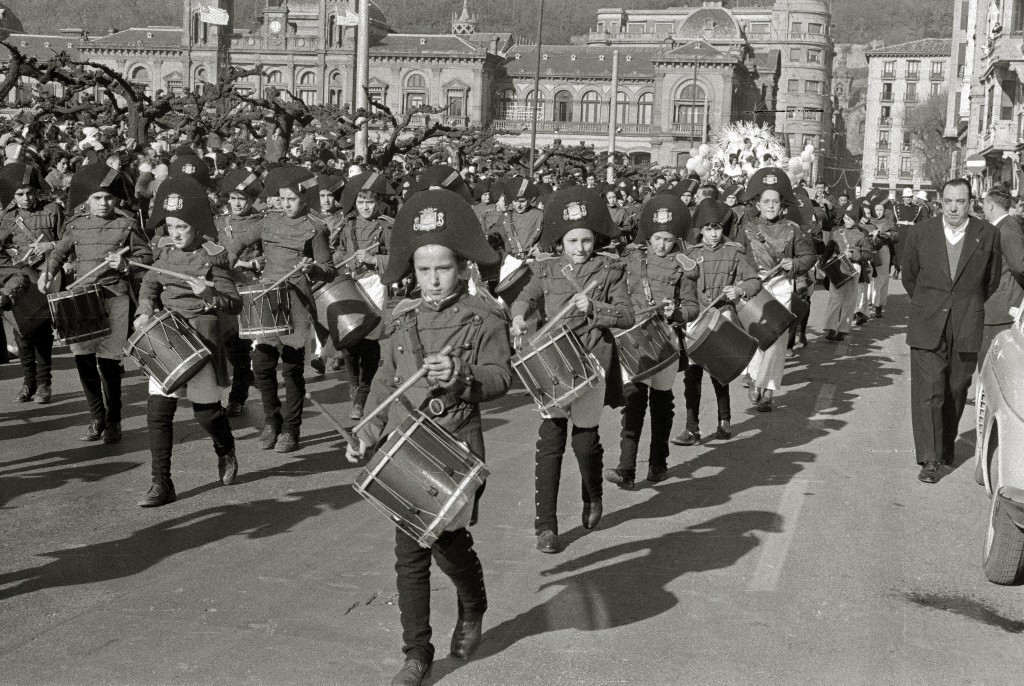
Kindertamborrada in 1960

De naamdag van de patroonheilige wordt al sinds de stichting van de stad in 1597 gevierd, maar de eerste optochten van tamboers vonden waarschijnlijk plaats in de jaren 30 van de 19e eeuw. Het is niet helemaal duidelijk waar het gebruik precies vandaan komt. Volgens sommige kroniekschrijvers gaat het terug op de wisseling van de wacht, waarbij wachters al trommelend vanuit het castillo de la Mota op de heuvel Urgull door de stad marcheerden naar de nu verdwenen Puerta de Tierra, op de plaats van de huidige Boulevard. Hun getrommel zou dan zijn beantwoord door dienstmeiden die, om de draak met ze te steken, op wateremmers sloegen terwijl ze wachtten bij een van de drie waterbronnen die de stad tot 1836 van zoetwater moesten voorzien. 
Een meer geaccepteerde verklaring is dat de optochten van tamboers rond dezelfde tijd ontstaan zijn tijdens het carnaval, waarbij ze eveneens begonnen te marcheren in de vroege uren van de naamdag van de patroonheilige van de stad. Voor deze verklaring spreekt dat de groepen tamboers in de eerste jaren bont uitgedost waren en pas later in uniforms gekleed gingen. Het kan zijn dat het al vanaf het begin een parodie was op de wisseling van de wacht die elke dag de stad doorkruiste. De eerste tamboers begonnen om half vier in de ochtend, vertrokken uit de lokalen van de sociëteit La Fraternal ("De Broederlijke", een gastronomische club waar alleen mannen lid van mochten worden) en marcheerden al trommelend door de stad tot ze na achten de stierenrennen tegenkwamen. Dit was traditioneel het begin van de winterfeesten, die duurden tot het einde van het carnaval. 
Werden er in het begin nog simpele en uiteenlopende ritmes geslagen, 1861 componeerde Raimundo Sarregui de muziekstukken die vast onderdeel van het repertoire zouden worden, waarvan de belangrijkste de marcha de San Sebastián ("de mars van San Sebastian") was, naast Diana, Tatiago en Iriyarena. In 1870 begon een tweede groep optochten door de stad te lopen, de Unión Artesana, een andere sociedad gastronómica. Zij begonnen om 5 uur 's ochtends met marcheren, voorafgegaan door drie herauten en gevolgd door een muziekgroep. Het was de eerste groep die uniformen aantrok geïnspireerd op uniformen uit de napoleontische oorlogen, wat nagevolgd zou worden door alle andere nieuwe groepen. De stukken hout en blik die als trommels werden gebruikt werden langzaamaan vervangen door trommels voor de groep gekleed als soldaten, en houten vaten en emmers voor de groep gekleed als koks. Deze groep wordt Barriles genoemd, "vaten". Vrouwen namen in eerste instantie alleen in kleine getale deel, per groep een vrouw die symbool staat voor de schoonheid van alle vrouwen uit de stad.  
In 1902 werden in San Sebastián de stierenrennen verboden, en uit protest waren er enkele jaren geen Tamborradas. In 1905 werd de traditie weer opgepakt. Het feest heeft zich sindsdien behoorlijk ontwikkeld: sinds 1927 worden er tamborradas georganiseerd speciaal voor kinderen en jongeren. Tijdens de Spaanse Burgeroorlog lag het feest een paar jaar stil. In 1940 vond er voor het eerst na die oorlog weer een Tamborrada plaats.  
In 1961 werden er twee muziekstukken toegevoegd aan het vaste repertoire van de Tamborrada: de Polka en de Retreta. Vanaf dat jaar is de tamborrada voor kinderen en jongeren een vast programmapunt, en wordt zij grootser aangepakt dan daarvoor. Met de jaren is deelname niet langer voorbehouden aan sociedades gastronómicas, maar kunnen alle soorten verenigingen en verbanden een groep tamboers deel laten nemen. 
In 1980 vertrok de eerste tamborrada die ook vrouwen toeliet in de rangen, en in 1982 kregen deze de rol toebedeeld om als waterdragers gekleed te gaan in de groep met de koks. Sinds 1985 lopen meisjes ook mee in de kindertamborrada. Sindsdien nemen steeds meer vrouwen deel: van de 151 groepen die deelnemen zijn er slecht 10 niet gemengd. 
Sinds 1999 wordt de tamborrada officieel geopend op de Plaza de la Constitución in de Parte Zaharra, de oude stad, in aanwezigheid van vertegenwoordigers van alle deelnemende groepen uit de hele stad.

## Verloop

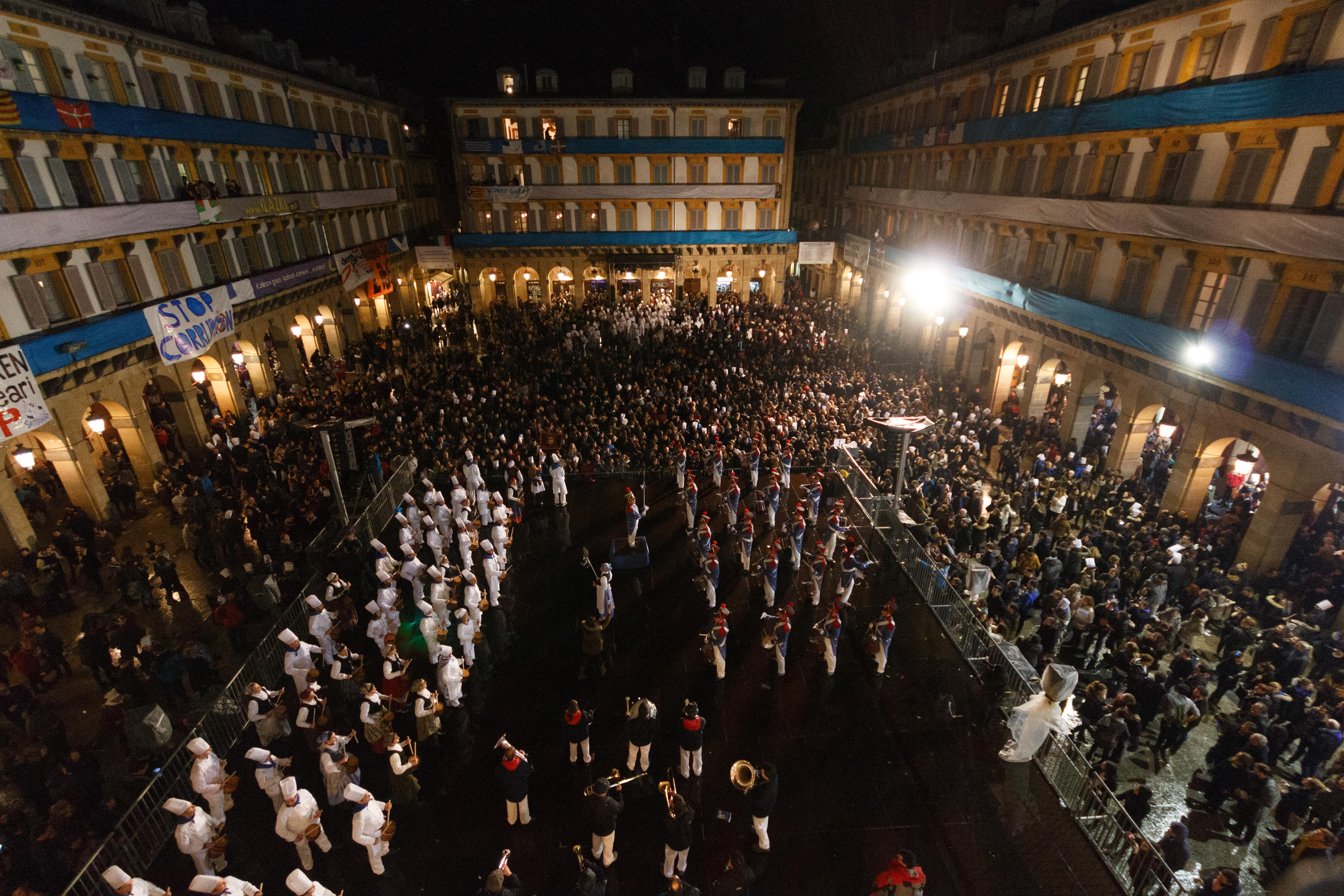
Het hijsen van de vlag vindt om middernacht plaats op Plaza de la Constitución

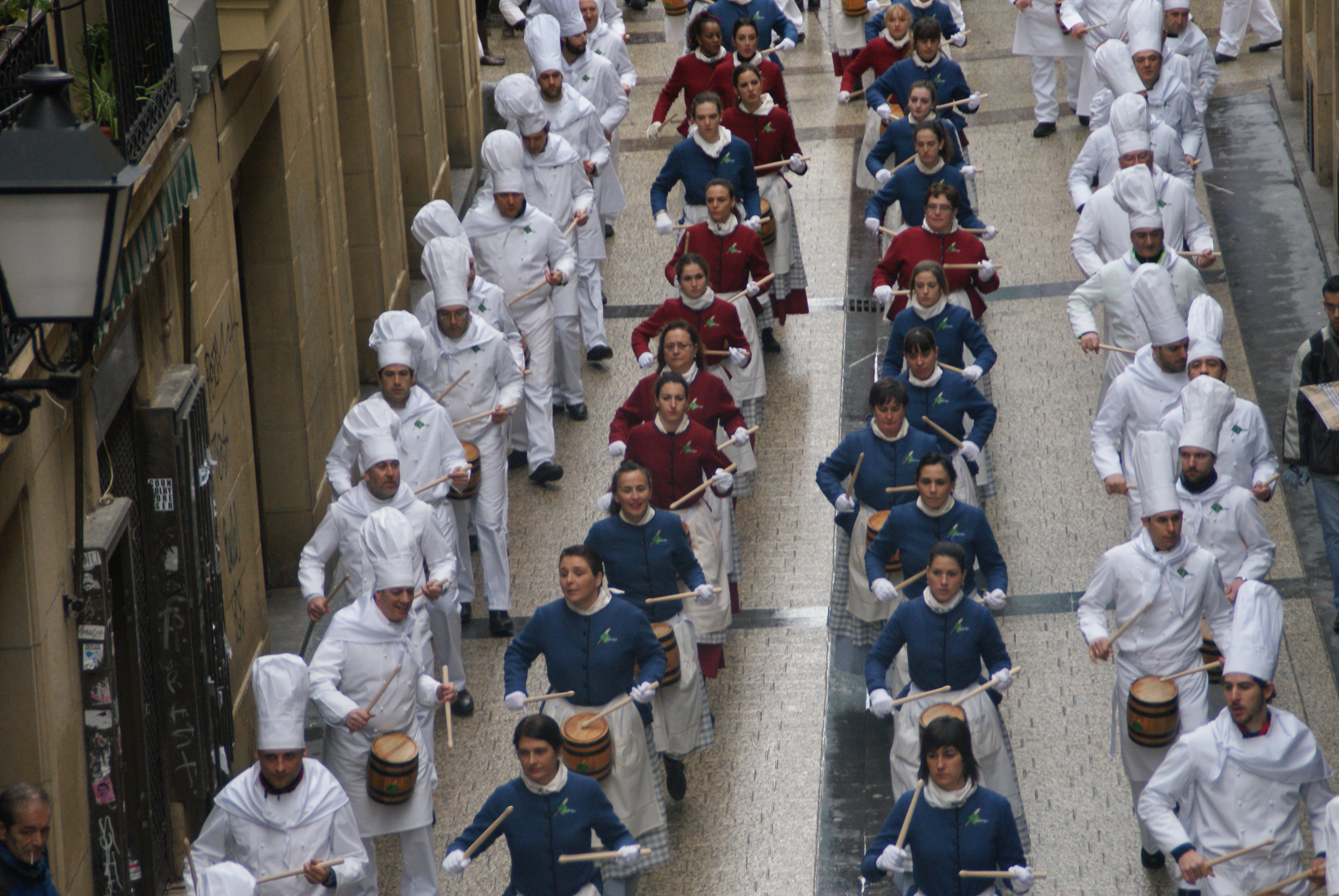
De hele dag vinden er optochten plaats

### Hijsen van de vlag
Het feest begint met het hijsen van de vlag, de izada. Dit gebeurde oorspronkelijk alleen bij het gebouw of de zetel van de sociedad van een groep, maar sinds 1999 is het hijsen van de vlag op de Plaza de la Constitución, wat al sinds 1924 gedaan werd door de groep Gaztelube, de officiële opening van het feest. Dit gebeurt om middernacht op 19 januari, als om klokslag 12 uur de vlag wordt gehesen aan de gevel van het voormalige stadhuis, terwijl alle aanwezige tamboers de marcha de San Sebastián spelen die meegezongen wordt door het publiek.  
In 1999 is de ceremonie ingrijpend veranderd. Hoewel de ceremonie nog steeds onder leiding staat van de groep Gaztalube, mochten vanaf dat moment vertegenwoordigers van alle tamboergroepen eraan deelnemen, en ook werd de ceremonie opengesteld voor vrouwen, en wel zo dat zij net zo makkelijk deel konden nemen als mannen. In 2013 werden de deelnemende tamboers voor het eerst geleid door een vrouw, die zo samen met de tambor mayor van de groep Gaztelubide leiding gaf aan de hele ceremonie. 

### Optochten
Gedurende de 24 uur tussen het hijsen en het strijken van de vlag lopen 151 groepen tamboers door alle wijken van de stad, elk beginnend op een eigen tijdstip en volgens een eigen route, zodat er de hele nacht en de daarop volgende dag overal in de stad het geluid van de trommels te horen is. Als twee groepen elkaar kruisen, heeft de oudste groep voorrang. 
Een van de hoogtepunten is de optocht van de kinderen, waaraan alle scholen van de stad met in totaal meer dan 5000 kinderen deelnemen.

### Strijken van de vlag
Het strijken van de vlag op Plaza de la Constitución is de laatste handeling van de dag, die daarmee aan zijn einde komt. Sinds 1957 gebeurde dit onder begeleiding van de tamboergroep Sociedad Unión Artesana, die daar sinds 2018 een vertegenwoordiger van alle andere groepen bij uitnodigt.

## Deelnemers

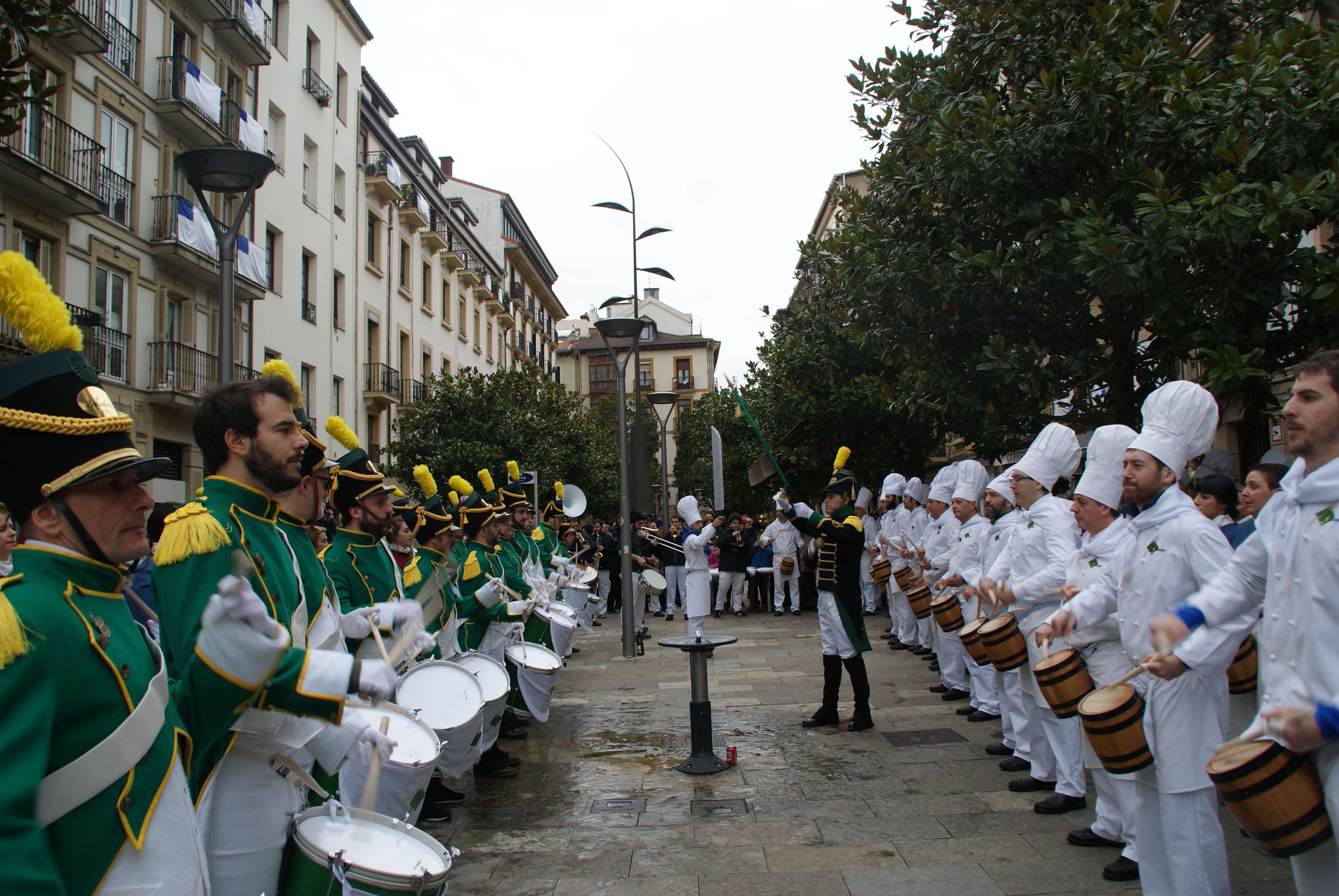
Tamboreros en Barriles

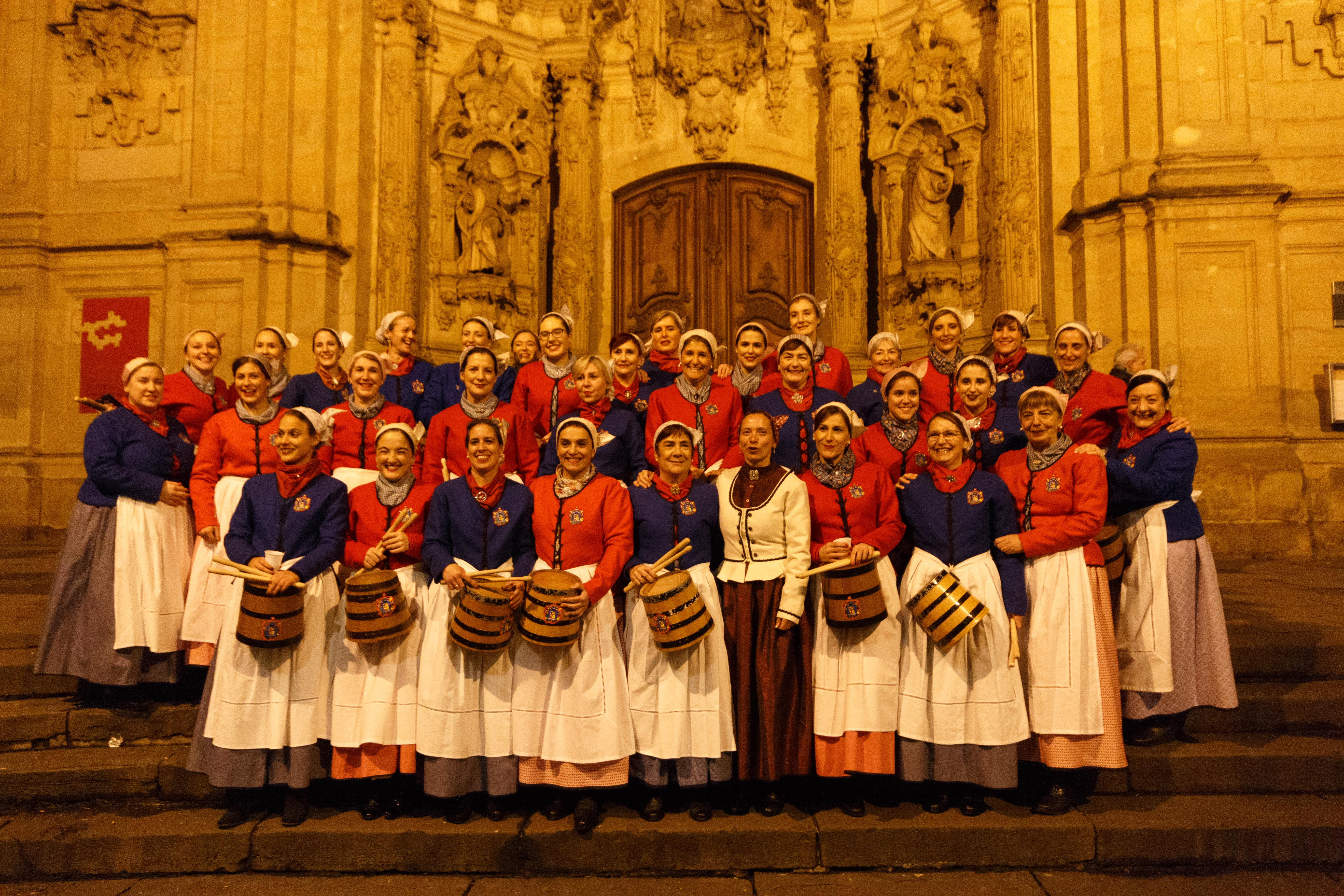
Aguadores, waterdraagsters

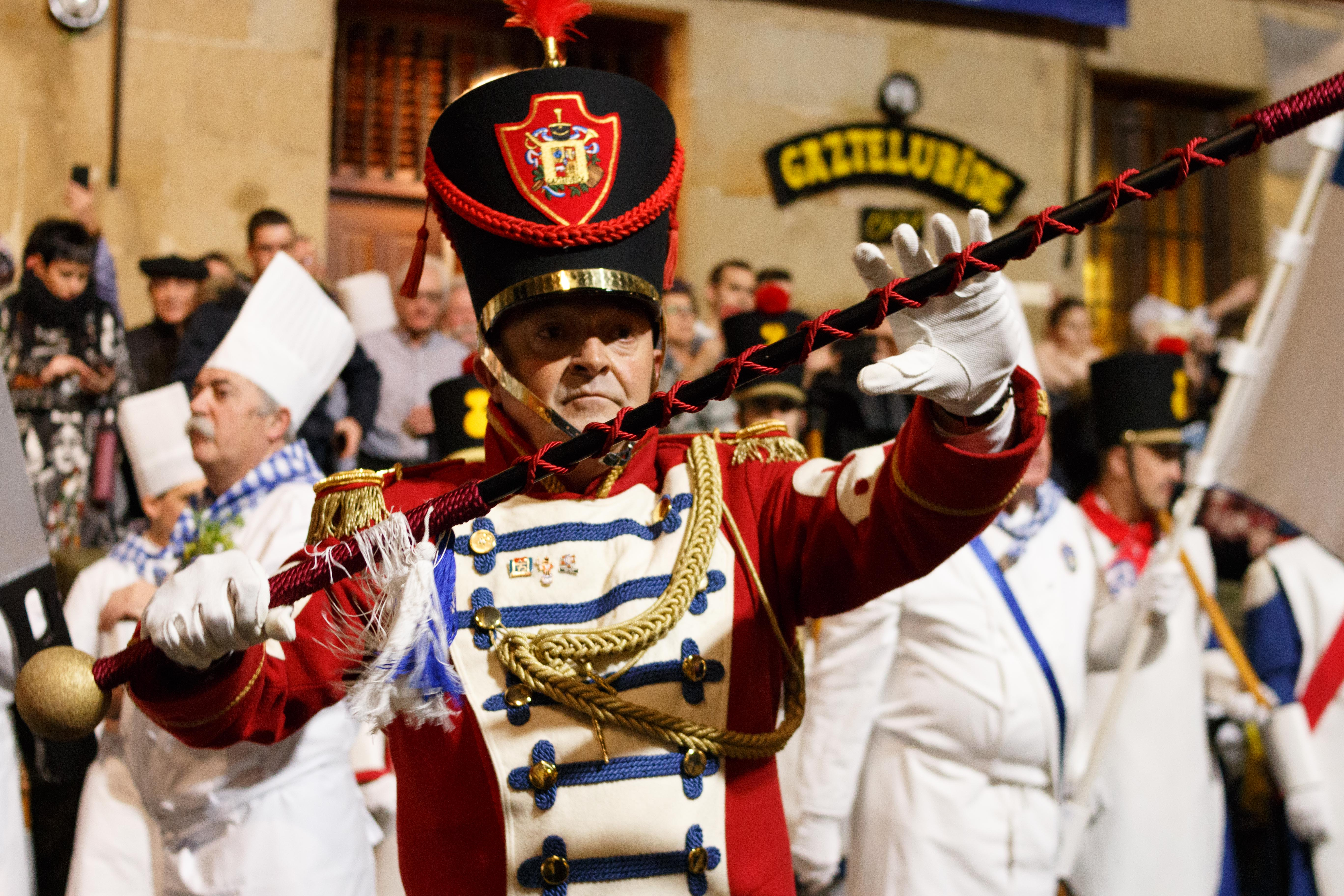
Een Tambor mayor

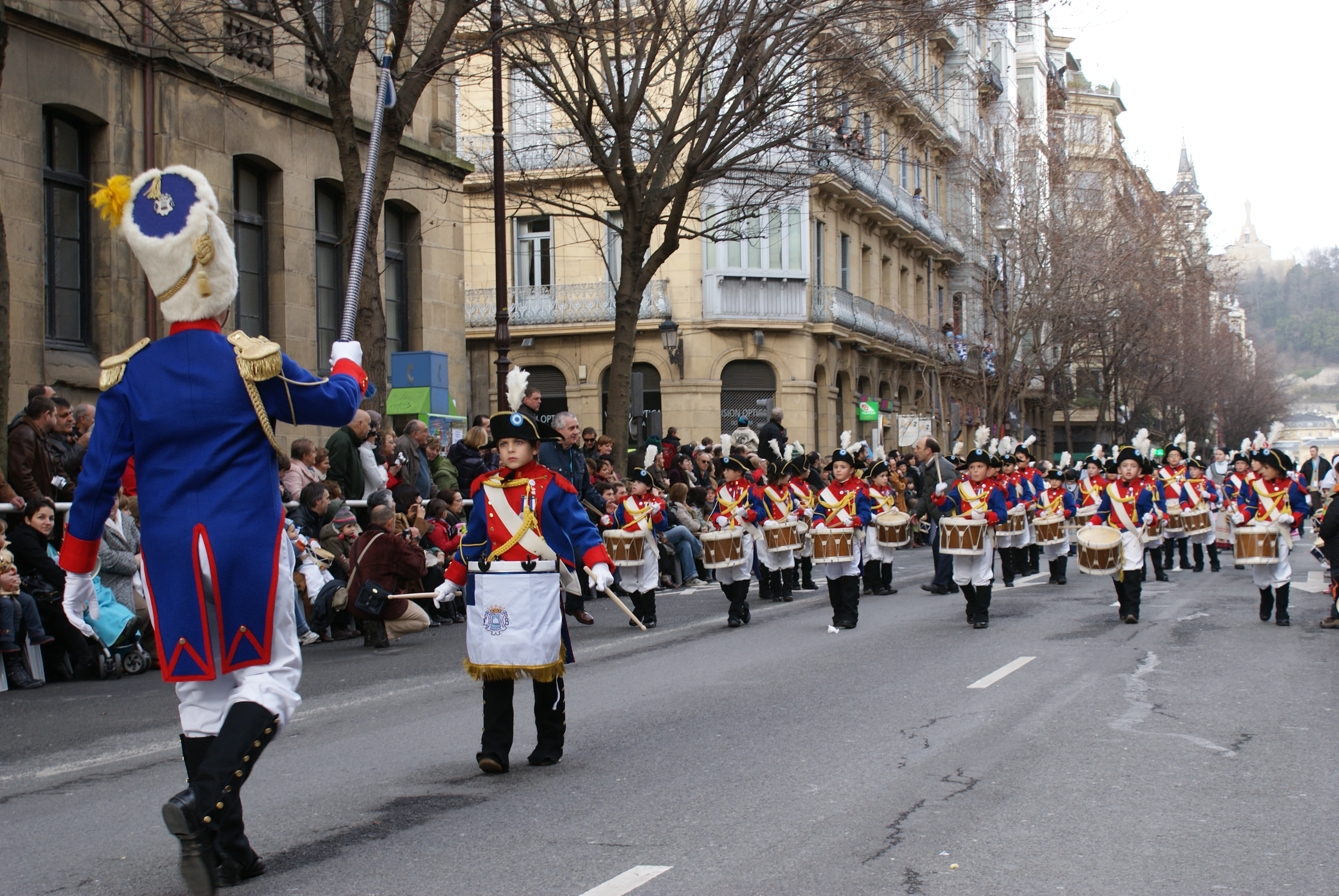
De kinderoptocht

In totaal nemen er meer dan 10.000 personen deel in een van de tamboergroepen. Een enkele tamboergroep wordt tamborrada genoemd, net als het evenement zelf. In 2019 waren er 151 van zulke tamborradas. De samenstelling van een tamborrada is duidelijk vastgelegd. Om te beginnen moeten de groepen bij een bestaande vereniging horen om in aanmerking te komen voor subsidie van de gemeente. Dat kan een sport- of een culturele vereniging zijn, een sociedad gastronomica, een hobbyvereniging of een vereniging die zich bezig houdt met een goed doel. 

### Samenstelling groepen
Voorop loopt de vaandeldrager, met de vlag van de groep en die van de stad, en soms ook de ikurriña, de vlag van het Baskenland. Daarachter komen de cantineras, die verfrissingen en reserve trommelstokken bij zich dragen. Traditioneel werden de rollen van vaandeldragers en de cantineras door vrouwen vervuld, de enige vrouwen die mee mochten lopen. Deze strikte scheiding bestaat echter niet meer. Hierna komt de tambor mayor, "hoofdtamboer", die de leiding heeft over de gehele groep, daarbij soms geholpen door de cabos de mayor, gevolgd door de tamboreros (mannelijke "trommelaars") en tamboreras (vrouwen), de eerste groep tamboers. Zij zijn uitgedost als soldaten, er zijn er ten minste 20 van en ze slaan op een trommel. Daarna komt de muziekgroep die in alle tamboergroepen mee moet lopen volgens het reglement. De muziekgroep hoort niet bij de tamboergroep zelf, maar is extern gecontracteerd. De vraag naar deze groepen is zo groot, dat sommigen zelfs uit andere provincies worden gehaald en meelopen met meerdere tamboergroepen. De optocht wordt gesloten door de barriles ("vaten"), ten minste 40, die uitgedost zijn als koks en waterdraagsters (aguadoras), en vaten of emmers gebruiken om op te trommelen. Soms zijn de koks en waterdraagsters van elkaar gescheiden, soms lopen ze samen als een enkele groep. Ten slotte hebben sommige groepen ook nog gastadores ("verkenners" of "voorgangers"), die belast zijn met de dans of de choreografie. Zij lopen voorin, zijn ten minste met z'n drieën en dragen bij wijze van "wapen" ieder een mes, vork of lepel bij zich.
Iedereen in de groep heeft een pak of uniform dat behoort bij de rol die hij of zij vervult. De militaire uniformen zijn (soms maar losjes) gebaseerd op die van de soldaten uit de tijd van de napoleontische oorlogen, met daarbij specifieke elementen die bij de groep horen. In sommige van de nieuwere groepen lopen alle mannen in kokspakken en alle vrouwen als waterdraagsters, zodat er geen militaire kostuums zijn in die groep. De kostuums worden volledig betaald door de deelnemers zelf of de organisatie waar de groep bij hoort, subsidie van de gemeente is er enkel voor het organisationele aspect, niet voor de kostuums.

### Belangrijke groepen
Hieronder een overzicht van enkele belangrijke tamboersgroepen of "tamborradas"
Euskal Billera
De groep Sociedad Euskal Billera organiseert de optocht voor kinderen, die door de jaren heen is uitgegroeid tot een van de belangrijkste programmapunten. Begon het met een groepje dat een rondje liep door de oude binnenstad, meer dan een halve eeuw later is het een optocht met 5.000 kinderen afkomstig uit 50 verschillende entiteiten, waarbij de kinderen van de groep Euskal Billera zelf voorop mogen lopen. 
Gaztelube
De groep Gaztelube hoort bij de sociedad gastronómica met dezelfde naam. Deze groep is verzorgt het hijsen van de vlag waarmee het feest officieel begint om middernacht op 19 januari. Het was een van de laatste groepen om vrouwen toe te laten, en deed dit pas nadat het gemeentebestuur had gedreigd de groep het voorrecht de vlag te hijsen te ontnemen indien hij bleef weigeren vrouwen toe te laten. 
Unión Artesana
De groep Unión Artesana is verantwoordelijk voor het strijken van de vlag om middernacht op 20 januari.

### Kinder- en jeugdtamborrada
In 1927 organiseert de tamboergroep Sociedad Euskal Billera voor het eerst een optocht voor kinderen. Het ging om een kleine groep die een rondje liep door de oude stad en op de Boulevard een optreden deed. In 1960 wordt deze kindertamborrada door het organiserend comité overgenomen, en vanaf 1961 mogen alle scholen in de stad een groep van 50 kinderen mee laten lopen in de optocht, in volgorde van ouderdom van de school, met de groep van Sociedad Euskal Billera voorop, zijnde de initiatiefnemers van de kindertamborrada. Later mochten er meer kinderen per groep worden gestuurd, in 2019 liepen er 50 groepen mee, met in totaal 5.000 kinderen. Deze kinderen zijn gekleed in uniformen van de infanterie, cavalerie, artillerie en genie. De laatste groep trekt kleine kanonnetjes mee.
Het bestaan van deze kindertamborrada zorgt ervoor dat iedereen die in San Sebastian is opgegroeid zich nauw verbonden voelt aan het feest. De tamborrada is dan ook niet alleen een volksfeest, maar voor veel inwoners een uiting van hun identiteit als Donostiarra, de Spaanse benaming voor een inwoner van de stad.

## Muziek

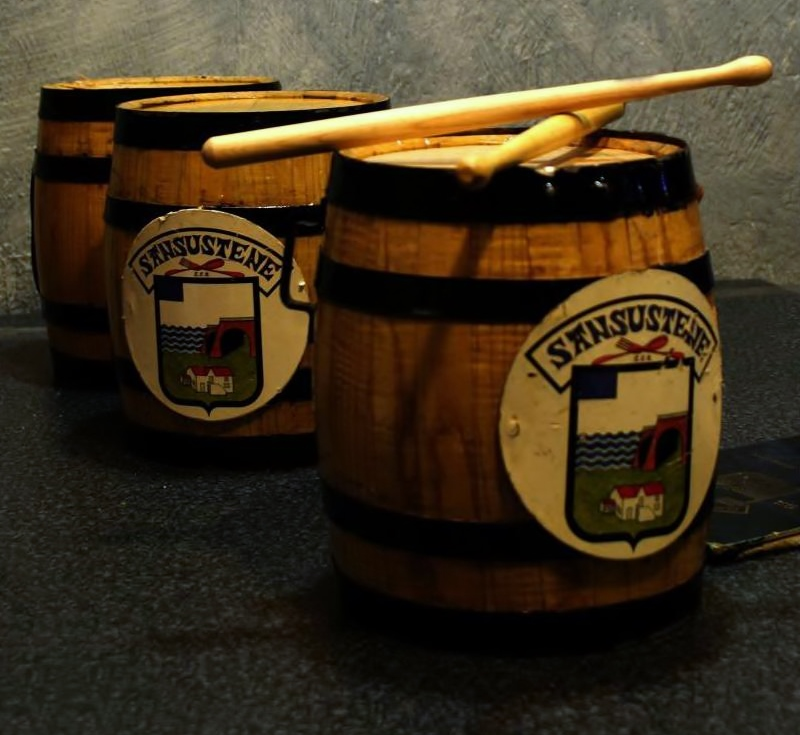
Vaatjes waarop wordt getrommeld

Gedurende de 24 uur tussen het hijsen en het strijken van de vlag op Plaza de la Constitución, mogen er in de hele stad alleen een aantal muziekstukken die speciaal voor de tamborrada geschreven zijn, uit worden gevoerd. Deze stukken mogen de andere dagen van het jaar juist niet ten gehore worden gebracht. Het belangrijkste van deze stukken is de Marcha de San Sebastian, geschreven door Raimundo Sarriegi. 
Het is traditie dat na het strijken van de vlag op Plaza de la Constitución, als de tamborradamuziek niet meer ten gehore mag worden gebracht, er andere stukken uit worden gevoerd die typisch zijn voor de stad, zoals bijvoorbeeld het clublied van Real Sociedad, de plaatselijke voetbalclub.
De tamboreros en tamboreras hebben een trommel. In de groep barrileros worden barriles, "vaten", gebruikt. Deze groep is groter dan die van de tamboreros omdat het volumen van het slaan op een vat lager is dan van het slaan op een trommel. Aguadoras, de vrouwen in de groep barrileros, hebben ook wel een herrada om op te slaan, een houten emmer. Tussen beide groepen loopt een muziekgroep die niet tot de tamborrada behoort, maar extern wordt ingehuurd. De reglementen schrijven voor dat er geen muziek afgespeeld mag worden, alle muziek, zowel de trommels als die van de ingehuurde muziekgroep, dienen rechtstreeks te zijn. 

## Modernisering
Tot de jaren '80 van de 20e eeuw werden de optochten gekenmerkt door een sterke scheiding van man en vrouw. Mannen mochten meelopen in de optocht als tamboers, vrouwen namen enkel deel als vaandeldraagsters, cantineras of reden op een kar mee om symbool te staan voor de schoonheid van lokale vrouwen. Sindsdien is er grote moeite gedaan om het genderverschil in de evenementen op te heffen, door vrouwen een volwaardige rol te geven in de groepen, als aguadoras, waterdraagsters die deel uitmaken van de barriles. De gemeente verstrekt inmiddels geen subsidie meer aan groepen die geen vrouwen toelaten. Gaztelubide, een van de oudste en belangrijkste groepen, en de groep die belast is met het hijsen van de vlag, is een van de groepen die zich hier het langst tegen heeft verzet, en heeft bakzeil moeten halen toen de gemeente voornemens was om ze het privilege om de vlag te hijsen te ontnemen. Sindsdien lopen er in die groep ook aguadoras mee.

## Onderscheidingen
Gedurende de dag worden er Tambores de Oro ("Gouden trommels") uitgereikt aan personen die een bepaalde verdienste hebben gehad voor de stad. 